# Knimís Óros
Knimís Óros är ett berg i Grekland.   Det ligger i regionen Grekiska fastlandet, i den centrala delen av landet, 120 km nordväst om huvudstaden Aten. Toppen på Knimís Óros är 911 meter över havet, eller 177 meter över den omgivande terrängen. Bredden vid basen är 2,6 km.
Terrängen runt Knimís Óros är varierad. Havet är nära Knimís Óros åt nordost. Runt Knimís Óros är det ganska glesbefolkat, med 45 invånare per kvadratkilometer. Närmaste större samhälle är Kaména Voúrla, 2,7 km norr om Knimís Óros. 